# 2006年HBOS集团重组法
2006年HBOS集團重組法 The HBOS Group Reorganisation Act 2006是英国议会2006年6月通过的立法。法律给予HBOS银行集团重组其下属机构简化结构的权利。

## 背景
HBOS集团2001年成立，合并了 苏格兰银行行长及公司 和Halifax plc。苏格兰银行地位特殊，是苏格兰议会立法建立的。HBOS想要重组节省开销，需要英国议会立法。

## 法案
2006年HBOS透過2006年HBOS集團重組法重組公司架構。法例允許使苏格兰银行行长及公司成為HBOS附屬公司，雖然「蘇格蘭」的保留了名號，但以成為一間擁有英國銀行牌照的銀行的附屬公司。最後法例於2007年9月17日生效，重組期間，曾在2月創出1150便士的股價紀錄.